# Jak R. Maier

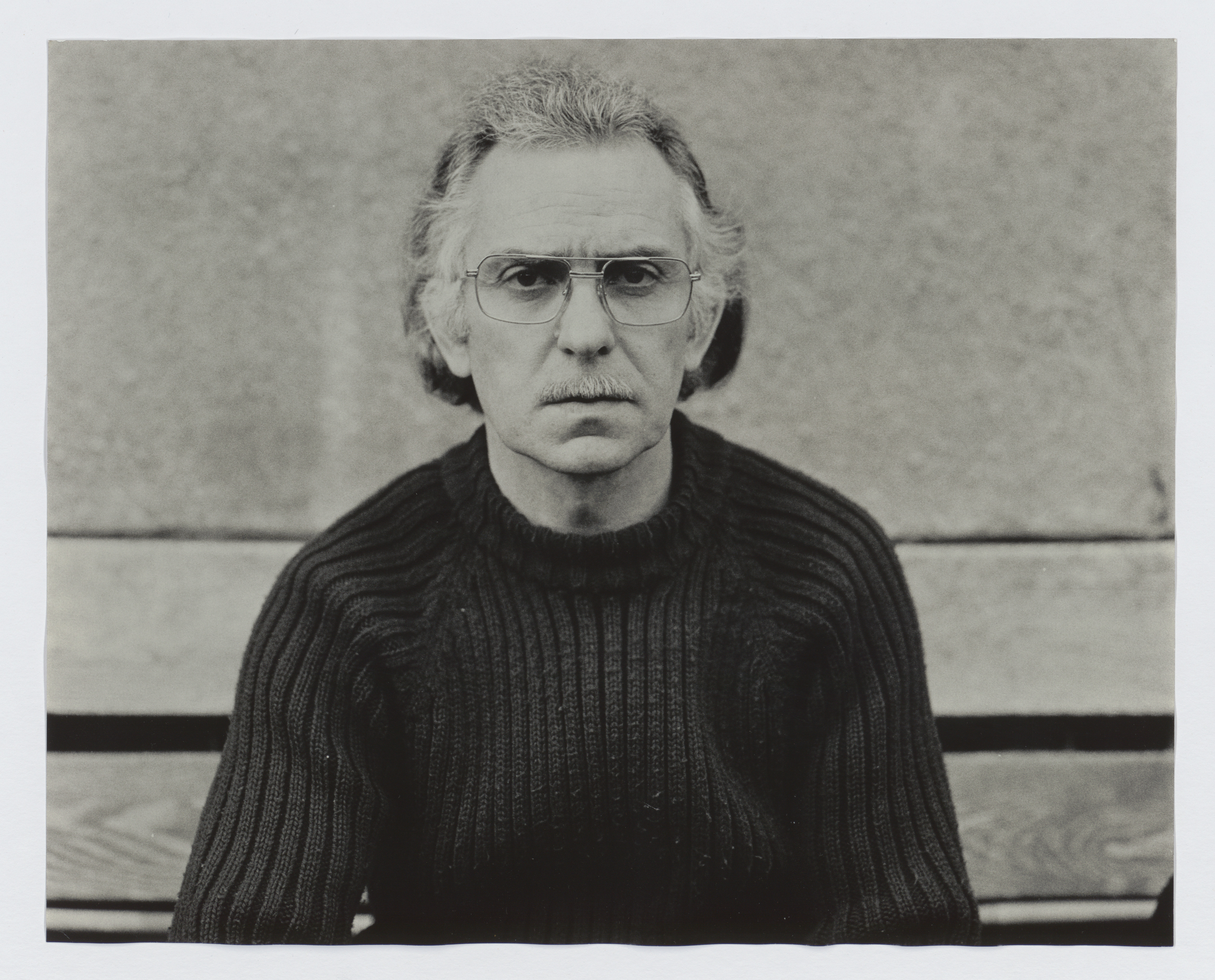
Porträt von Jak R. Maier (1970er-Jahre)

Jak R. Maier (* 21. Februar 1933 in Tailfingen, Württemberg; † 2010 in Tailfingen) war ein deutscher Künstler, der in Berlin als Metallbildhauer gearbeitet und an der Universität der Künste gelehrt hat. Einige seiner Skulpturen wurden für den öffentlichen Raum realisiert. Sein künstlerischer Nachlass befindet sich im Bauhaus-Archiv/Museum für Gestaltung.

## Leben
Jakob Richard Maier war eines von drei Kindern des Schmiede- und Schlossermeisters Konrad Maier und seiner Frau Maria, geborene Wizemann. Nach einer dreijährigen Lehre zum Schmied beim Vater besuchte er von 1956 bis 1957 die Meisterschule für Kunst- und Bauschlosserei in Stuttgart und schloss sie als Kunstschmiedemeister ab. Begleitend absolvierte/verbrachte(?) er Studienaufenthalte in der Schweiz und Italien, unter anderem bei Prof. Toni Benetton in Treviso.
Ab April 1958 besuchte er regelmäßig Kurse an der Staatlichen Hochschule für Bildende Künste Berlin (HfbK), der späteren Universität der Künste Berlin (UdK). Jakob Richard Maier immatrikulierte sich dort im Wintersemester 1959/60 für den Bereich Freie Kunst. Parallel dazu belegte er Bildhauerkurse bei Prof. Hans Uhlmann. Nach Abschluss der Meisterklasse begann seine freiberufliche Tätigkeit als Metallbildhauer.
Vom Wintersemester 1967/68 bis zum Sommersemester 1968 arbeitete Maier als Dozent an der Staatlichen Akademie für Grafik, Druck und Werbung, Berlin, der späteren Staatlichen Hochschule für Musik und Darstellende Kunst. Er nutzte seit den 1960er-Jahren den Künstlernamen Jak R. Maier.
Maier wurde 1968 Dozent an der Universität der Künste Berlin und trug von 1971 bis 1998 die Amtsbezeichnung Professor. Seinen letzten Kurs hielt er 1999. Unterlagen aus seiner Lehrtätigkeit sind kaum mehr vorhanden.
1962 heiratete er Marianne Erna Luise Maier, geborene Lüttcher(* 17. Juli 1932 in Berlin-Karlshorst; †  15. Mai 2013 in Berlin-Reinickendorf). Das Paar lebte zeitlebens in einem Einfamilienhaus in Berlin-Reinickendorf.

## Werk

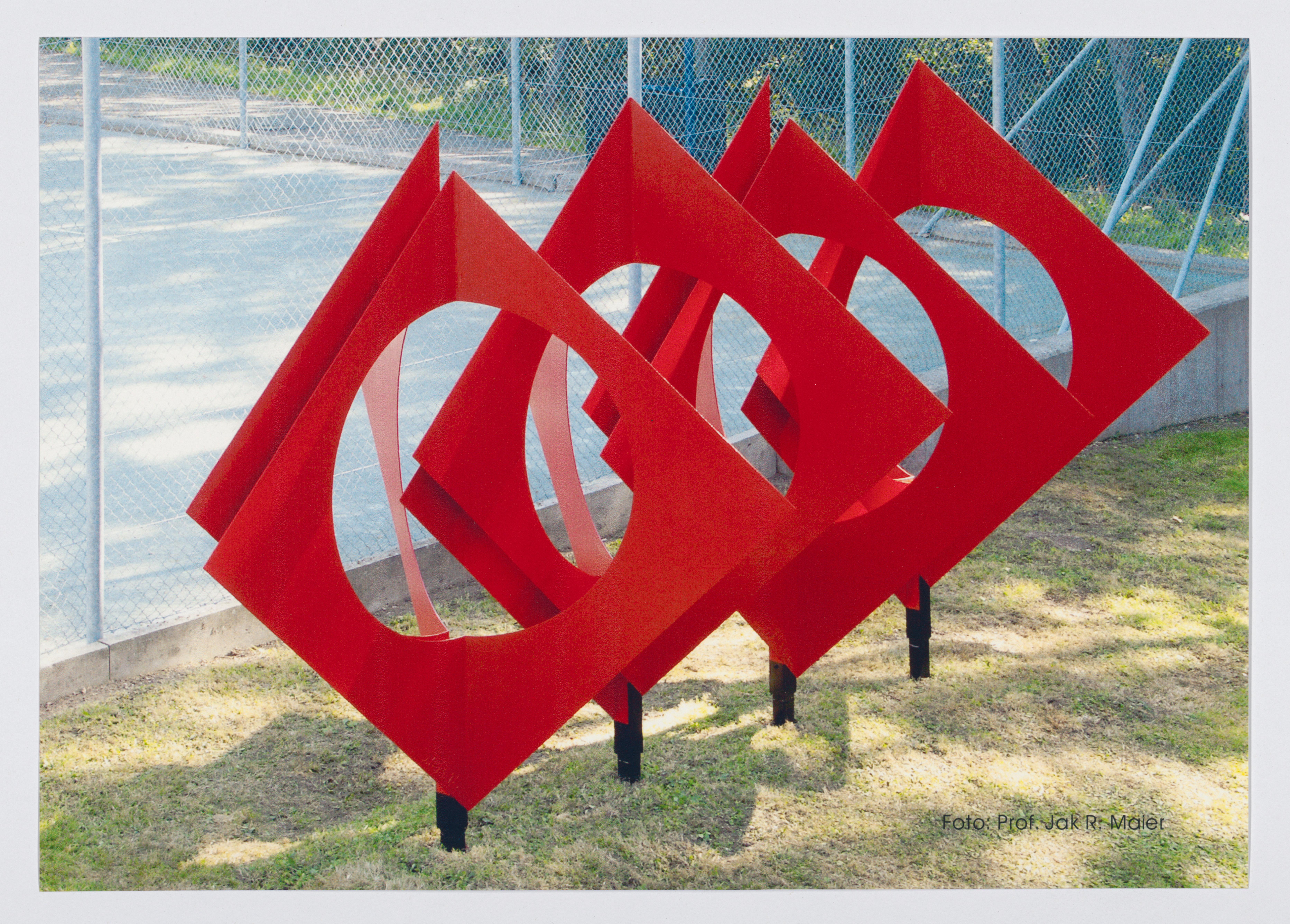
Jak R. Maier, Rote Figur im öffentlichen Raum, 2000er-Jahre

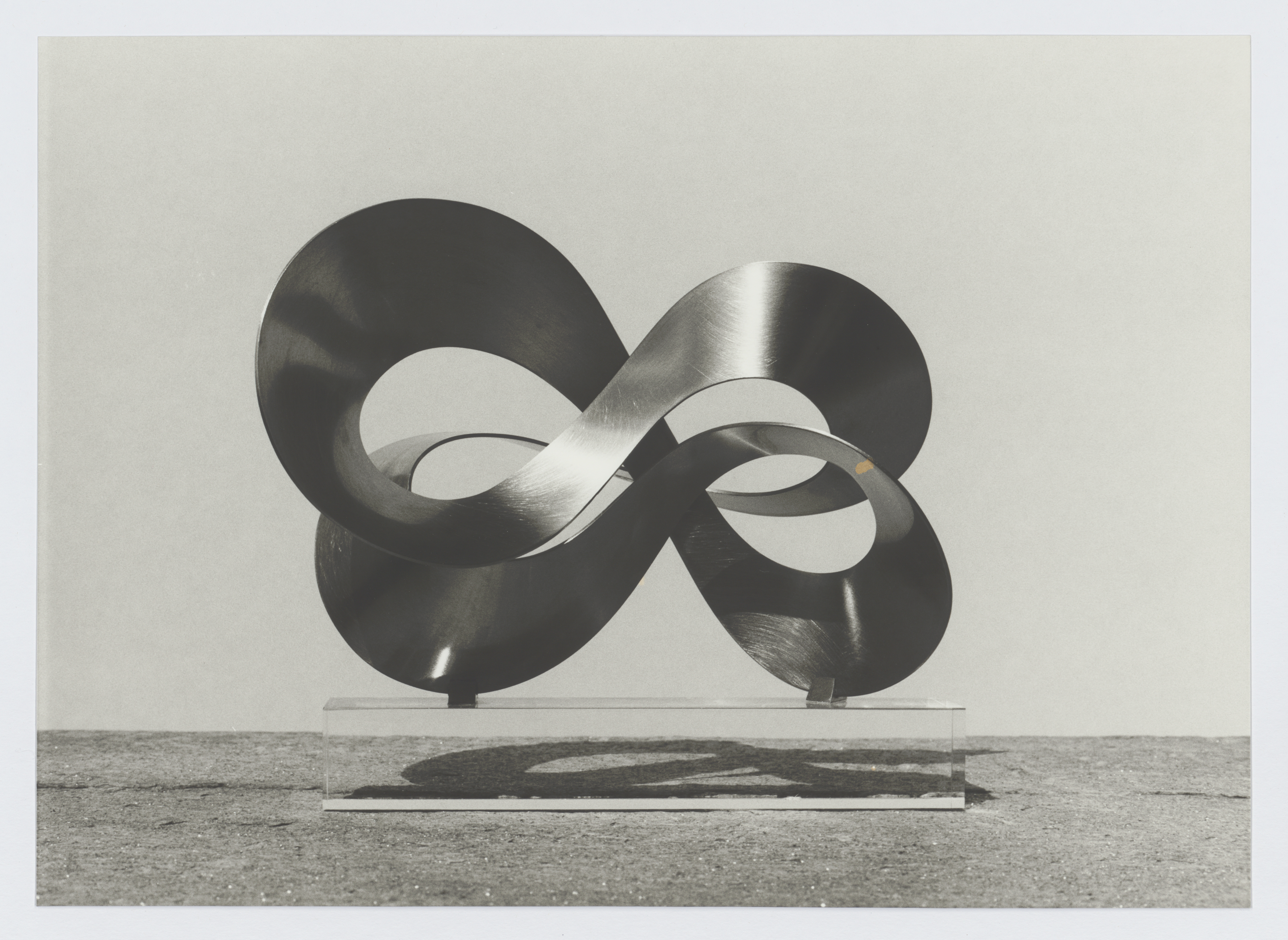
Jak R. Maier, Fotografie einer Figur, 1970er-Jahre

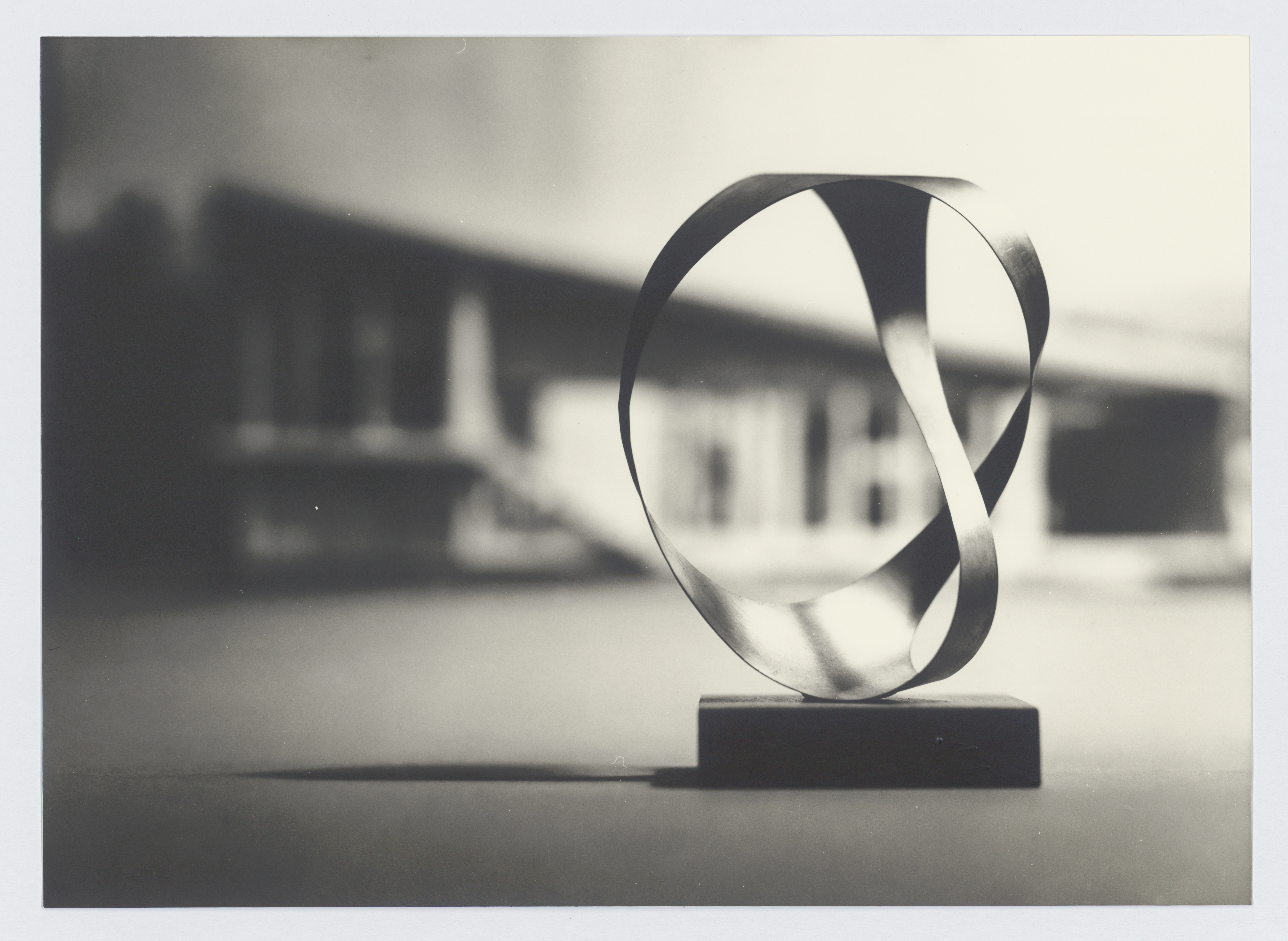
Jak R. Maier, Fotografie einer Figur, 1970er-Jahre

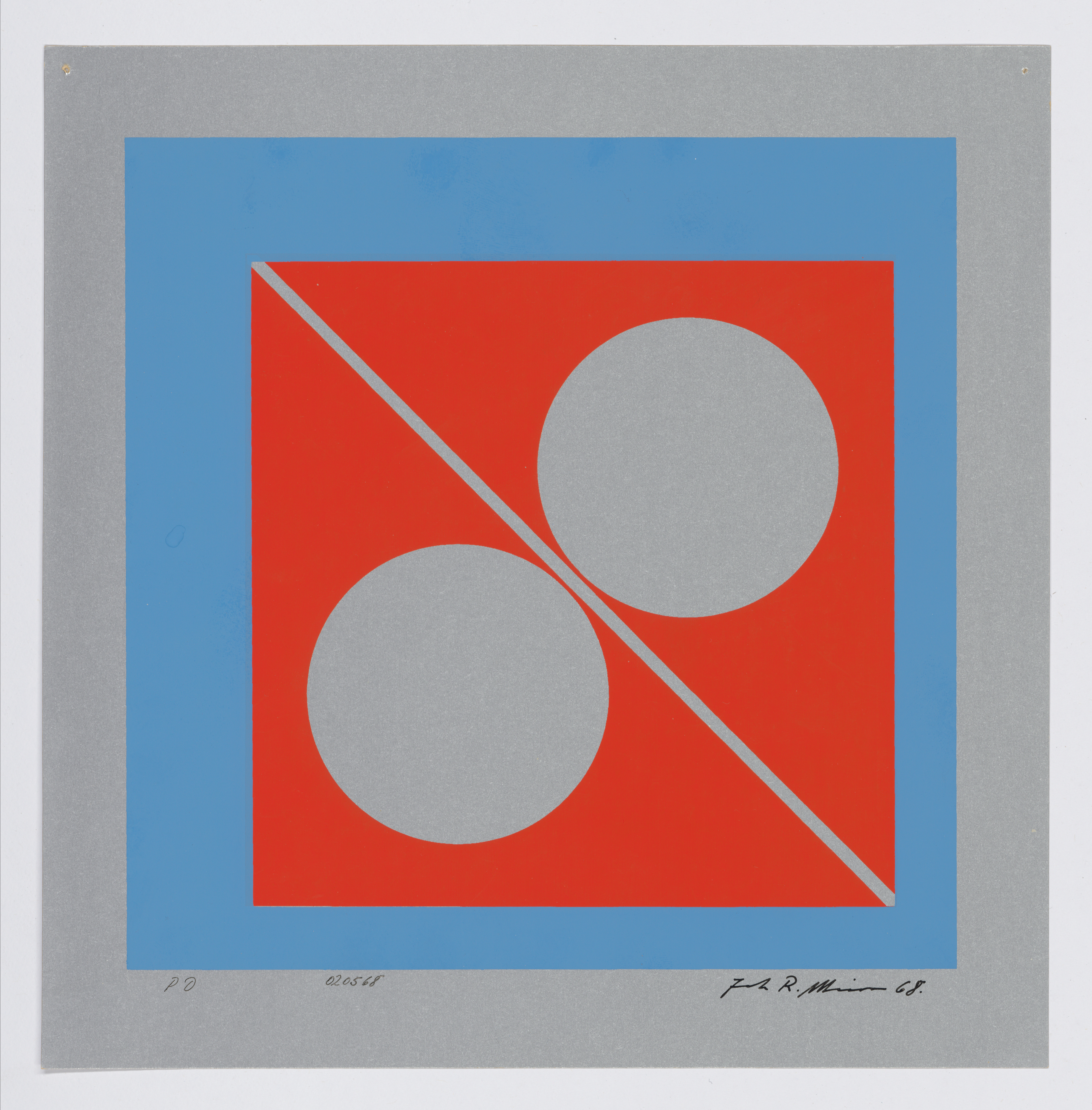
Jak R. Maier, Grafik aus dem Jahr 1968

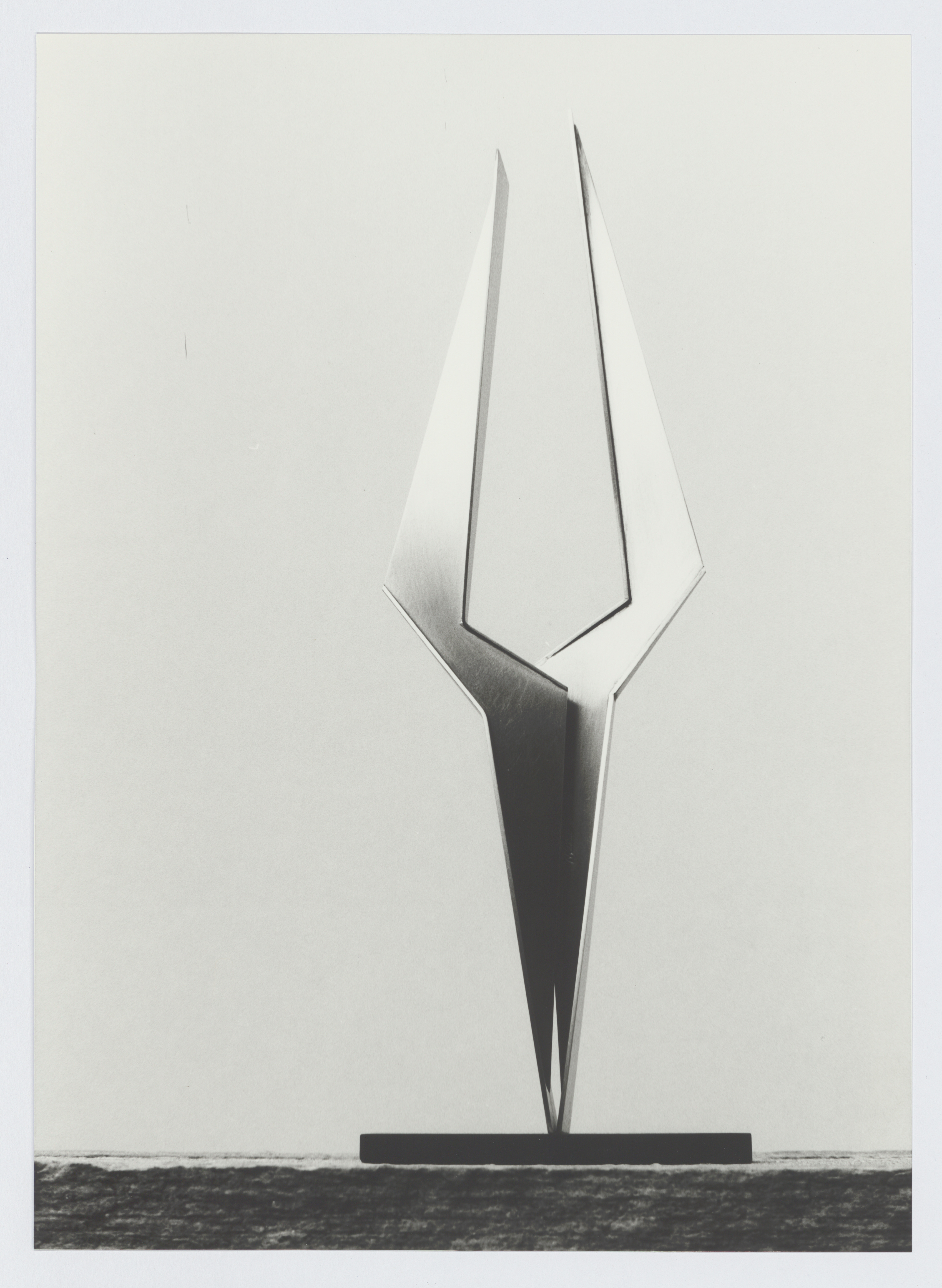
Jak R. Maier, Fotografie einer Figur, 1970er-Jahre

Jak R. Maier fertigte vor allem Figuren aus Metall und arbeitete zudem mit Werkstoffen wie Plexiglas, Stein und Holz. Die meisten Kleinplastiken Maiers sind Modelle, die in vergrößerter Form im öffentlichen Raum realisiert werden sollten. Nur wenige seiner Projekte wurden dabei tatsächlich im Außenraum umgesetzt. Prominent waren die drei roten Kuben vor dem Rathaus Charlottenburg-Wilmersdorf, die später am Berliner Funkturm standen und dann nach Baden-Württemberg umzogen wurden. Ein anderes Werk, die Metallfigur Sportler in Aktion, steht noch im baden-württembergischen Albstadt-Truchtelfingen.
Maier inszenierte seine kleinformatigen Modelle in zahlreichen Fotografien, setzte sie dabei ins Stadtbild oder ins Größenverhältnis zu menschlichen Figuren oder Autos. Insgesamt umfasst sein künstlerisches Werk großformatige Skulpturen, Kleinplastiken, Modelle, Fotografien, grafische Arbeiten und Konstruktionszeichnungen.
Seine Frau Marianne Maier verfügte testamentarisch, dass der gemeinsame Besitz des Paares an das Bauhaus-Archiv / Museum für Gestaltung Berlin gehen solle. Der künstlerische Nachlass Jak R. Maiers befindet sich seit 2013 im Bauhaus-Archiv / Museum für Gestaltung Berlin.
Das Bauhaus-Archiv besitzt rund 200 Kleinskulpturen, 8 größere Skulpturen, 2000 Grafiken, 200 Konstruktionspläne sowie über 100 Fotoalben und rund 1000 Fotografien. Das Vermögen des Paares wurde in die Jakob und Marianne Maier Stiftung zur Pflege des Ideengutes des Bauhauses überführt.

### Einzelausstellungen
Anhand der Dokumente im Nachlass, der sich im Bauhaus-Archiv / Museum für Gestaltung Berlin befindet, wurden die folgenden Ausstellungen und Auszeichnungen zusammengetragen.
- 1961 Eröffnung Galerie „S“ Ben Wargin, Berlin
- 1962 Juryfreie Kunstausstellung, Berlin
- 1965 Teilnahme am Deutschen Kunstpreis der Jugend-Plastik, Stuttgart
- 1965 Junge Stadt sieht junge Kunst, Wolfsburg
- 1966 Hechingen
- 1967 Junge Stadt sieht junge Kunst, Wolfsburg
- 1967 Galerie Verein Berliner Künstler, Berlin
- 1967 Württembergischer Kunstverein, Stuttgart
- 1967 Schwäbisch Gmünd
- 1967 Balingen
- 1968 Juryfreie Kunstausstellung, Berlin
- 1968 Württembergischer Kunstverein, Stuttgart
- 1969 Junge Stadt sieht junge Kunst, Wolfsburg
- 1969 Galerie Verein Berliner Künstler, Berlin
- 1969 Haus am Kleistpark: Berliner Künstler 69, Berlin
- 1987 Porsche-Zentrum am Kurfürstendamm, Berlin
- 2023 Unpacking Jak R. Maier, Bauhaus-Archiv / Museum für Gestaltung im the temporary bauhaus-archiv, Berlin

### Gruppenausstellungen
- 1972 Jahresausstellung im Verein der Berliner Künstlerinnen, Berlin
- 1978 Ausstellung Jakob R. Maier und K. R. Schadt „Malerei+Plastik“ in der Galerie Verein Berliner Künstler, Berlin
- 2023 HIER UND JETZT, Basement, Berlin

### Auszeichnungen
- Dezember 1963, Auszeichnung, Wettbewerb „Architektur und bildende Kunst“
- 1966, Teilnahme, Wettbewerb zur Erstellung eines Berlin-Denkmals in Rio de Janeiro

## Unterlagen zu Jak R. Maier

### Archive
- Universitätsarchiv der Universität der Künste Berlin (Archiv Bildende Kunst)
- Archiv der Akademie der Künste Berlin (https://archiv.adk.de/objekt/2266652)
- Bauhaus-Archiv / Museum für Gestaltung (künstlerischer Nachlass)

### Öffentliche Sammlungen
- Graphothek Berlin-Reinickendorf (https://www.graphothek-berlin.de/?hmenu=2&item=26&suchwort=Maier,+Jak+R.)